# Match of the Day
Match of the Day (en español El partido del día, abreviado como MOTD) es un programa de televisión británico retransmitido por BBC One, que ofrece resúmenes de los partidos de fútbol de la Premier League inglesa. Se emite los sábados por la noche, una vez ha concluido la jornada de la liga. Desde su estreno el 22 de agosto de 1964 se ha convertido en uno de los programas más longevos de la radiodifusora pública BBC, así como una referencia en el periodismo deportivo del país.
Está presentado desde 1999 por Gary Lineker, antigua estrella de la selección inglesa, acompañado por Alan Shearer como analista principal. En cada edición se invita a exfutbolistas para que analicen aspectos tácticos de los encuentros resumidos. Los anteriores presentadores de MOTD fueron Jimmy Hill (1973 a 1980) y Des Lynam (1980 a 1999). Cada resumen cuenta con un comentarista que simula la retransmisión del partido en directo.
Cada programa se graba desde los estudios de la BBC en el MediaCityUK de Mánchester. La edición de los domingos se llama Match of the Day 2 y se emite por el mismo canal. Existen ediciones especiales cuando se celebra la Copa Mundial de Fútbol.

## Historia
La primera edición de Match of the Day se emitió el 22 de agosto de 1964 en BBC Two y fue un resumen del partido de liga entre Liverpool F. C. y Arsenal F. C. La audiencia del estreno fue de tan solo 20.000 espectadores, menos de la mitad del público que lo vio en el estadio de Anfield.
La BBC ya había retransmitido partidos de fútbol en directo desde 1958 y MOTD se concibió como un programa de resúmenes. No obstante, los clubes de fútbol eran reacios a esa práctica y en 1965, cuando se pasó a la BBC One, algunos boicotearon la entrada de cámaras porque creían que reduciría la asistencia a los campos. Ambas partes llegaron a un acuerdo cuando la televisión pública se comprometió a no informar de los resultados finales hasta la conclusión de la jornada, práctica mantenida hasta 1983.
El programa tuvo éxito hasta tal punto que se convirtió en referencia de los resúmenes deportivos en Reino Unido. En 1968 los canales que forman la ITV empezaron a ofrecer resúmenes de partidos regionales y The Big Match, de la London Weekend Television, se convirtió en el espacio nacional. Para mantener su audiencia, MOTD introdujo retransmisiones en color a partir del 15 de noviembre de 1969 y repeticiones a cámara lenta desde 1971. La competencia entre BBC y ITV se intensificó cuando ambas cadenas se vieron obligadas en 1979 a compartir los derechos del fútbol.
Durante la década de 1980 MOTD se centró en la máxima categoría. Los resúmenes de la Cuarta División se eliminaron en 1984, mientras que los de Segunda y Tercera División desaparecieron más tarde. No obstante, se mantuvieron los de torneos nacionales como la Copa de la Liga y la FA Cup. En 1988 la BBC perdió la liga en favor de ITV, por lo que solo pudo emitirse durante las competiciones de copa con el título Match of the Day - the Road to Wembley.
El nacimiento de la Premier League en 1992 fue beneficioso para la BBC, que ganó los derechos sobre los resúmenes de los partidos mientras Sky se quedó con las retransmisiones en directo. El programa no solo pasó a emitir lo más destacado de los tres mejores encuentros de cada jornada, sino que también ofrecía los goles del resto de juegos. MOTD siguió existiendo en función de los derechos que se pudieron mantener, incluso cuando ITV se llevó la competición a partir de la temporada 2001-02. La radiodifusión pública consiguió recuperarla en 2004 e introdujo una innovación: resúmenes del sábado con comentaristas en cada estadio. Para las jornadas del domingo se creó un nuevo programa, Match of the Day 2.
La BBC ha pagado 204 millones de libras esterlinas por retener los derechos durante tres temporadas hasta la campaña 2018/19.

## Presentación

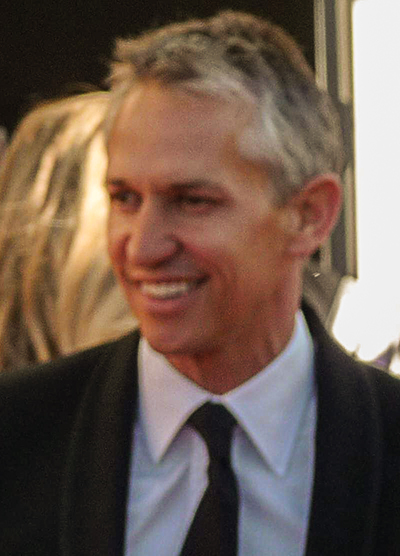
Gary Lineker presenta Match of the Day desde 1999.

El presentador actual de Match of the Day es Gary Lineker, exdelantero del Leicester City, Fútbol Club Barcelona y Tottenham Hotspur e internacional con la selección de Inglaterra en 80 ocasiones. Ejerce esa función desde 1999 y cuatro años antes era analista en plató. Anteriormente lo hicieron Jimmy Hill (1973 a 1980) y Des Lynam (1980 a 1999). La edición del domingo está dirigida por el comentarista radiofónico Mark Chapman.
Lineker está acompañado por un analista experto y un exfutbolista invitado. El analista principal es Alan Shearer, que suplió en esa función a Ray Stubbs (1992 a 2009), mientras que el segundo cargo ha estado ocupado por Ian Wright, Danny Murphy, Martin Keown y Robbie Savage, entre otros.
La otra figura importante en MOTD son los comentaristas. Algunos de los más importantes en la historia de la BBC han sido Kenneth Wolstenholme (quien retransmitió la victoria del Mundial de 1966), David Coleman (once Juegos Olímpicos y seis Mundiales) y Barry Davies (1969 a 2004). El más veterano en la edición actual es John Motson, cuyo debut se produjo el 9 de octubre de 1971 y se retiró como comentarista principal en la Eurocopa 2008. Las principales figuras son Guy Mowbray, Jonathan Pearce, Steve Wilson y Simon Brotherton. La primera mujer que retransmitió partidos fue Jacqui Oatley en abril de 2007.

## Controversia
MOTD ha recibido críticas a lo largo de su historia. Los exjugadores Rio Ferdinand y Stan Collymore, quienes han aparecido alguna vez como analistas, lo llegaron a definir como un programa «aburrido» y «un dinosaurio» por su estilo de tratar la información, considerado anticuado en comparación con las televisiones privadas.
La otra queja habitual es que MOTD preste atención especial a los equipos más importantes de la Premier League. El guardameta Marcus Hahnemann, entonces en Wolverhampton Wanderers, criticó en 2010 que el espacio se centrara en resúmenes de los clubes con más apoyos, en particular del Manchester United, mientras el resto de competidores quedaba relegado a resúmenes menores.